# 광주교통공사
광주교통공사(光州交通公社)는 광주 도시철도를 운영하는 광주광역시의 공기업이다. 광주교통공사는 지하철의 운영을 맡으며, 지하철의 건설은 광주광역시 도시철도건설본부에서 담당한다. 2001년 8월 6일 지하철공사 운영기획단이 발족한 이래 2002년 4월 1일에 공사를 설치하는 조례가 제정되었고, 그해 10월 16일 광주광역시 도시철도공사를 창립하고 2023년 9월 15일 광주교통공사로 사명을 바꾸었다.

## 연혁
- 1996년 8월 23일: 광주 도시철도 1호선을 기공
- 2001년 8월 6일: 지하철공사 운영기획단 발족
- 2002년 4월 1일: 광주광역시 도시철도공사 설치조례 제정
- 2002년 10월 16일: 광주광역시 도시철도공사 창립
- 2004년 4월 28일: 광주 도시철도 1호선의 1단계 구간 개통
- 2008년 4월 11일: 광주 도시철도 1호선의 2단계 구간 개통
- 2023년 9월 15일: 광주교통공사로 개명[2]

## 운영 노선
- ● 광주 도시철도 1호선 : 녹동역~평동역(총 20.6km, 19개의 역과 1개의 간이역을 포함한 총 20개 역)

## 조직

### 사장
- 경영본부
- 기술본부
- 감사처
- 철도사업처
- 안전관리처

### 경영본부
- 경영지원처
- 기획조정처
- 고객사업처
- 인재개발원

### 기술본부
- 차량운영처
- 기술운영처
- 종합관제처

### 철도사업처
- 건설지원팀
- 시스템지원팀
- 경전철사업소

### 감사처
- 청렴감사팀
- 기술감사팀

### 안전관리처
- 재난안전팀
- 산업안전보건팀